# Pala Paul
Pala Paul (Port Moresby, Papúa Nueva Guinea, 25 de julio de 1999) es un futbolista de Papúa Nueva Guinea que juega en la posición de centrocampista con el Port Moresby Strikers de la Liga Nacional de Fútbol de Papúa Nueva Guinea.

## Carrera

### Club
| Periodo   | Club                  |
| --------- | --------------------- |
| 2021-2023 | Gulf Komara FC        |
| 2024-     | Port Moresby Strikers |

### Selección nacional
Debutó con Papúa Nueva Guinea el 21 de marzo de 2022 en la victoria por 1-0 sobre Nueva Caledonia el Doha por la clasificación de OFC para la Copa Mundial de Fútbol de 2022 y su primer gol internacional lo anotó el 19 de junio de 2024 en el empate 1-1 ante Tahití en Suva por la Copa de las Naciones de la OFC 2024.